# Cattleya crispa
Cattleya crispa är en orkidéart som beskrevs av John Lindley. Cattleya crispa ingår i släktet Cattleya och familjen orkidéer. Inga underarter finns listade i Catalogue of Life.

## Bildgalleri

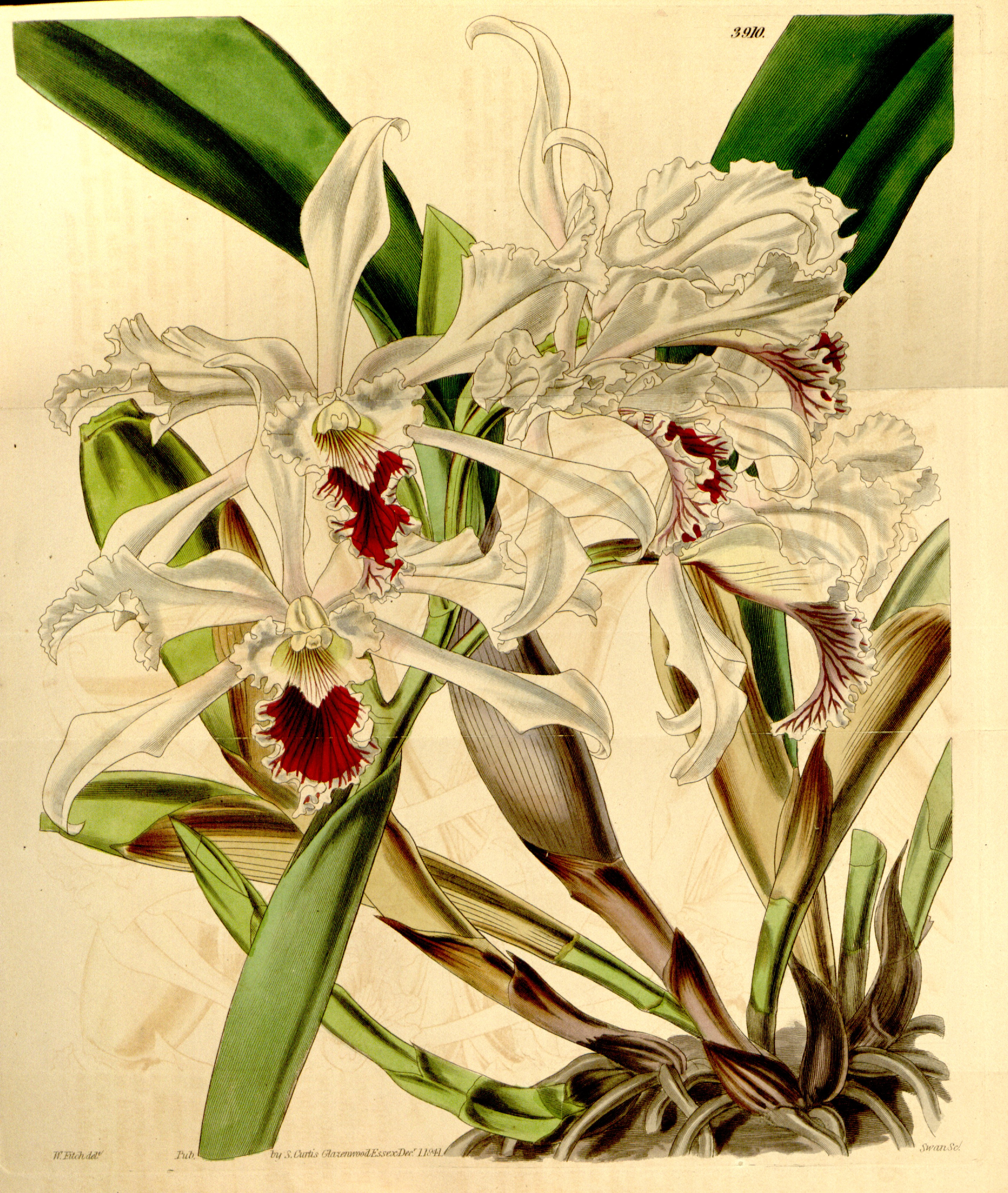
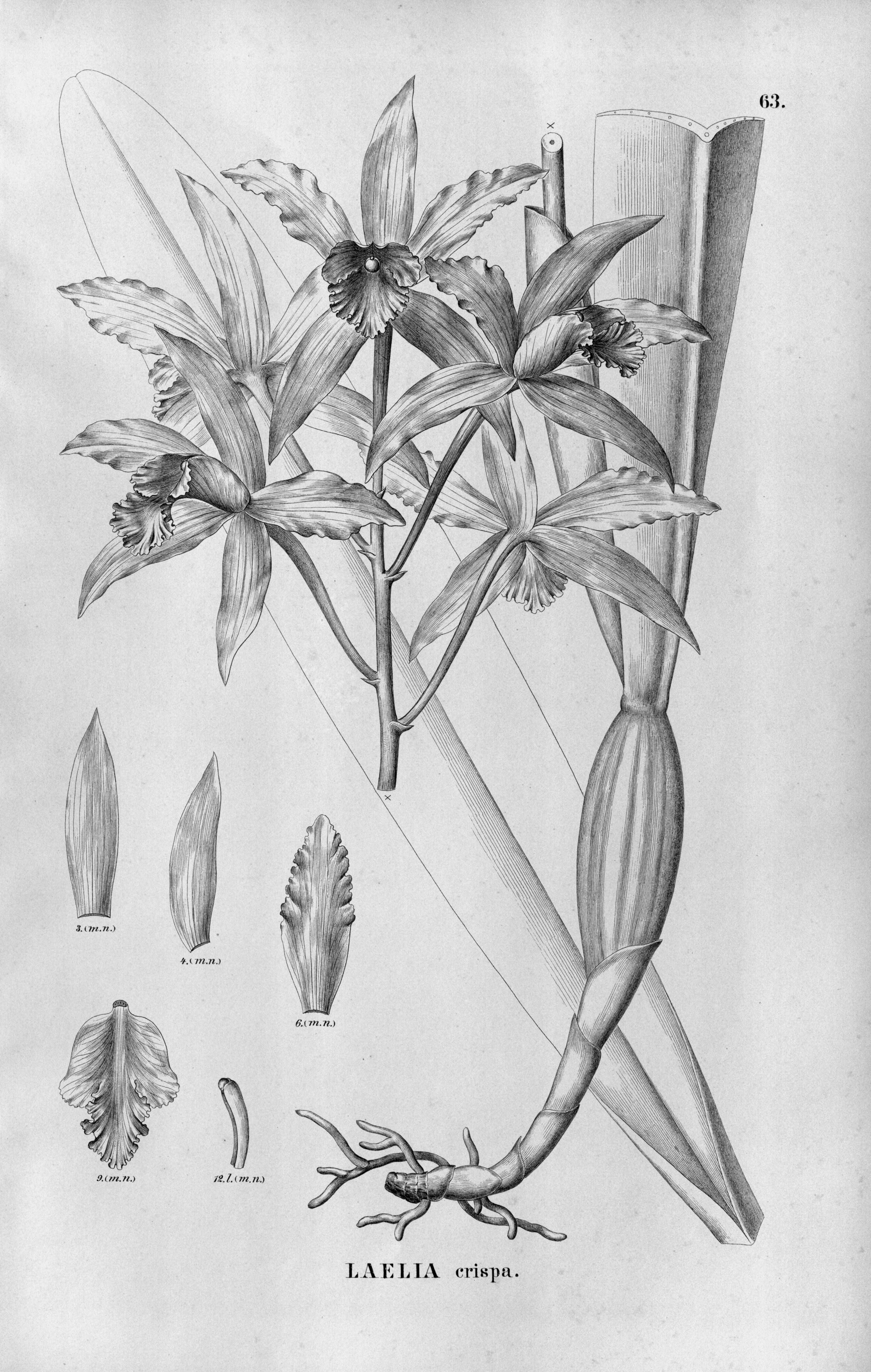